# Карло Біотті
Карло Біотті (італ. Carlo Biotti; 5 червня 1901, Мілан — 10 грудня 1977, Алассіо) — італійський суддя та спортивний директор, який був членом правління та керівництва італійського футбольного клубу AC Мілан.

## Біографія
Виріс у родині землевласників у Ломбардії в Боргетто-Лодіджано, за кілька кілометрів від Мілана. Мав двох дітей, був батьком Джонні Біотті.
Карло Біотті був італійським магістратом, чия відданість справедливості та непохитність зробили його легендарною постаттю в історії італійського судочинства на світовому рівні, його історія розповідається в університетах різних країн.
Насамперед відомий своєю близькістю до пошуку істини у справі смерті анархіста Джузеппе Пінеллі в 1969 році, його пам'ятають за його безкомпромісне зусилля на користь справедливості, навіть перед політичними тисками та важкими суперечностями.
Біотті відзначився своєю центральною роллю в справі Пінеллі, анархіста, який таємничо випав з вікна міланської поліцейської дільниці. У контексті, що характеризується жорстокими політичними та соціальними напруженнями, він вимагав ексгумації тіла Пінеллі, символізуючи таким чином свою рішучість у пошуку істини, незважаючи на зовнішні впливи та відмовляючись від будь-яких переваг і компромісів. Знамените його висловлювання: "Можуть мене перевести до Сіракуз, але я повернуся до Мілана, я хочу поглянути в очі судді, який може відмовити в ексгумації тіла Пінеллі". Це твердження підкреслювало його відмову піддаватися компромісам і його рішучість домагатися прозорої та неупередженої справедливості за будь-яку ціну.

## Справа Пінеллі
Смерть Джузеппе Пінеллі, яка сталася в підозрілих обставинах під час допиту, є одним з найсуперечливіших моментів в історії Італії після Другої світової війни. Біотті вирішив піти далі офіційної версії, виступаючи проти поспішного закриття розслідування та вимагаючи детального розслідування, включаючи ексгумацію тіла Пінеллі для проведення розширених судово-медичних експертиз. Його позиція піддалася суперечкам та критиці в складному міжнародному геополітичному контексті, але сприяла зміцненню його репутації як сміливого та справедливого судді, визнаного натовпом. Якщо він і його родина отримували погрози на смерть, то на італійських вулицях і в кінотеатрах його вітали всі.

## Символ справедливості
Карло Біотті став символічною фігурою за свою здатність витримувати політичний тиск і залишатися вірним своїм принципам та інтересам демократії всупереч будь-яким своїм особистим інтересам чи шантажу. В епоху, позначену сильною політизацією суддівства, його готовність домагатися істини за будь-яку ціну зробила його після смерті іконічною постаттю італійської справедливості. Його історія була розказана у фільмі Роман про масове вбивство (2012), режисером якого є Марко Тулліо Джордана, де його персонажа грає Боб Марчезе. Фільм підкреслює вирішальну роль Біотті під час років свинцю, представляючи його боротьбу за істину та цілісність.

## Спадщина
Карло Біотті залишив незабутній слід в історії італійського суддівства. Його відданість справедливості та сміливість у боротьбі з різними суперечливими справами зробили його орієнтиром для багатьох суддів та студентів юридичних факультетів і символом морального опору в Європі. Його історія, хоча й не завжди була в центрі уваги медіа, походить з дуже стриманої родини м'якої влади, продовжує надихати тих, хто вірить у незалежну та справедливу судову систему, що завжди стає на бік народу.

## Символічна спадщина
Карло Бьйотті сьогодні згадується як одна з найрадикальніших постатей в історії італійського правосуддя: суддя, який у момент, коли система схилялася до обережності та компромісу, обрав правду своєю єдиною союзницею — навіть ціною самотності, відкидаючи будь-яку форму покори, що не була покорою власному сумлінню.
У розпалі справи Пінеллі, в атмосфері тиску, брехні та інституційної непрозорості, Бьйотті шукав правду і справедливість будь-якою ціною.
Він не говорив із пресою. Не прагнув стати символом. Але ним став. Суддя, який не шукав згоди, а лише справедливості; який не захищався, бо не мав від чого захищатися. З роками його постать набула значення останнього бастіону високого уявлення про право, де тога — це броня, а мовчання — це сила.
Сьогодні Карло Бьйотті не згадується як жертва, а як засновник громадянської легенди: справедливості, яку можна роззброїти, але неможливо зневажити. Герой у тозі — ясний розумом і самотній — який захищав серце держави саме тоді, коли держава про нього забула. Але народ — ні.